# Sacerdote

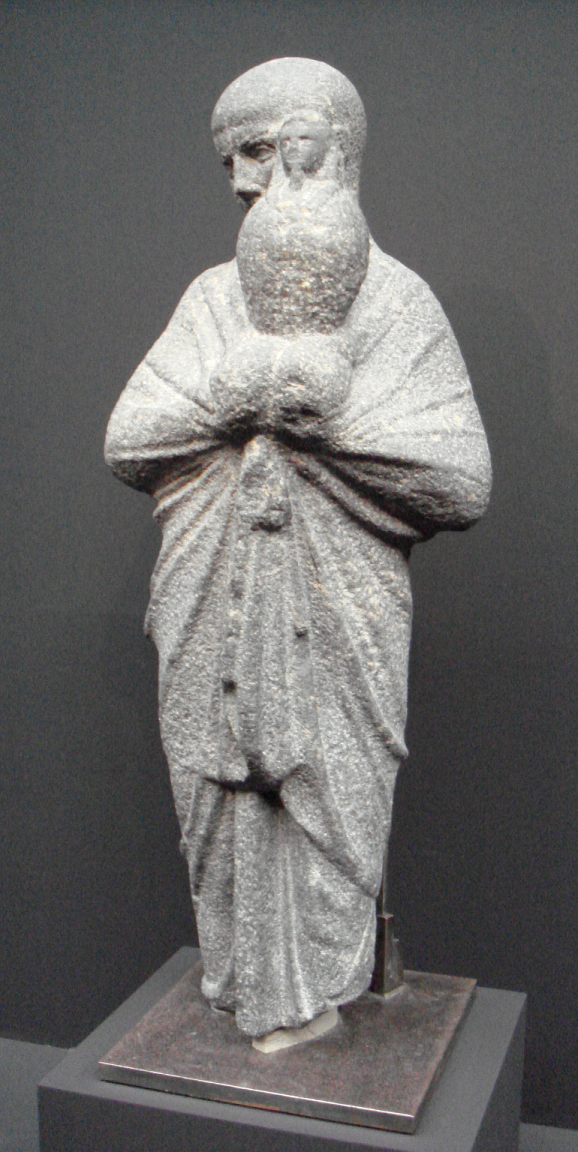
Estatua de un sacerdote de Osiris.

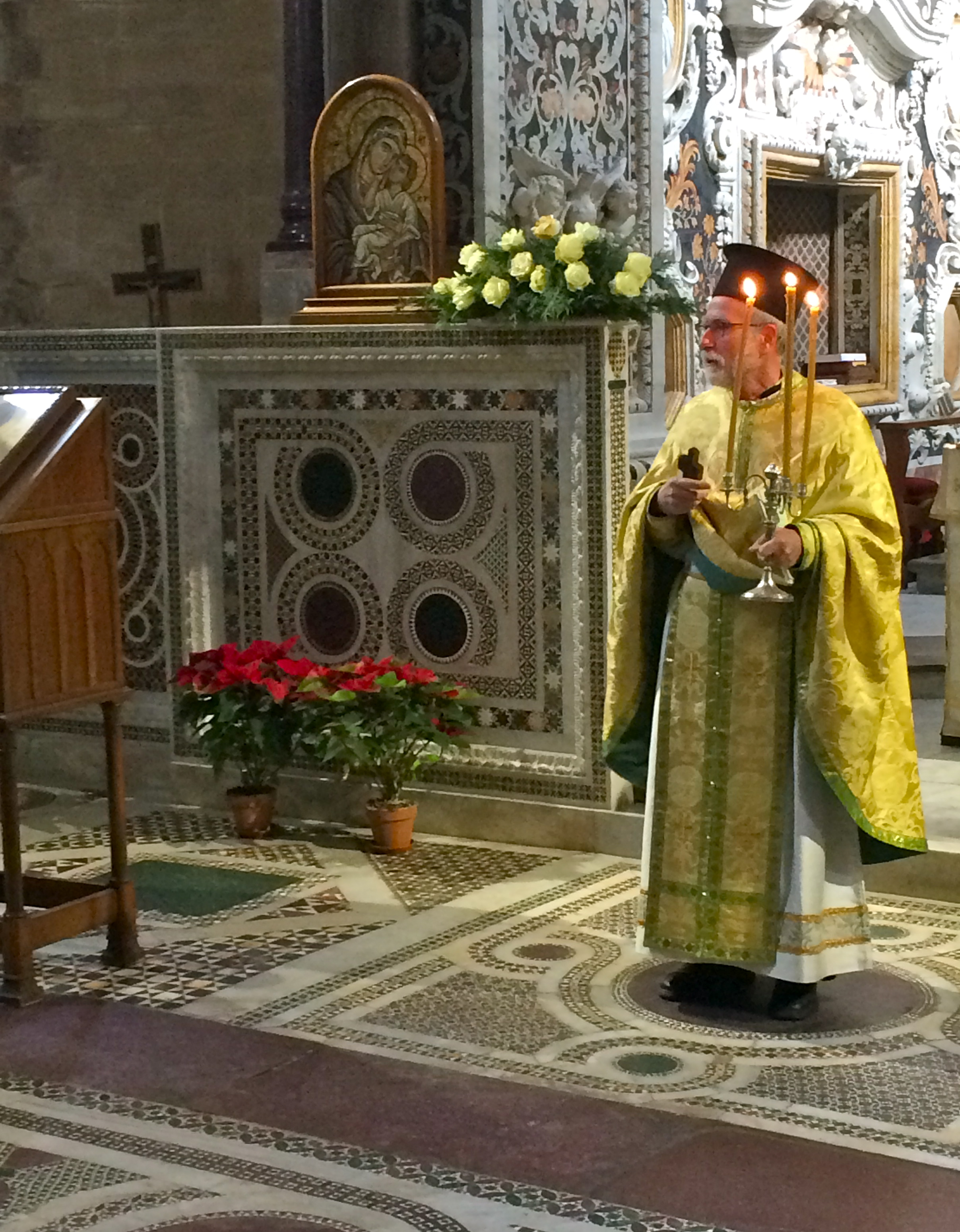
Cura de una parroquia católica bizantina en Italia.

El sacerdote es una persona que se dedica con una designación específica a realizar actos de culto en una religión, en ocasiones como intermediario entre los miembros de una comunidad religiosa y la divinidad a la que estos adoren. Se llama «sumo sacerdote» a quien ejerce la máxima autoridad religiosa en algunas confesiones, normalmente como heredero de alguna tradición histórica. En muchas culturas, la casta sacerdotal constituía una clase social dominante, asociada o en ocasiones enfrentada al poder civil.

## El sacerdote en las religiones politeístas

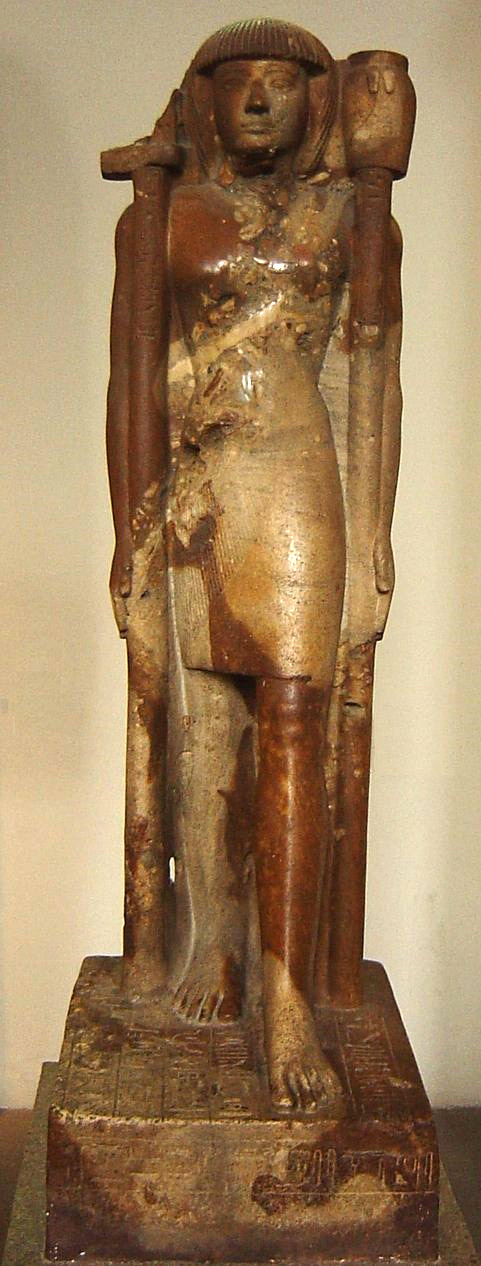
Estatua de Jaemuaset, sumo sacerdote de Ptah.

En las religiones politeístas, de las cuales se pueden poner como ejemplos destacados la de los antiguos griegos, los romanos, los aztecas, los antiguos egipcios y otros, el sacerdocio se especializa y cada divinidad tiene sus propios sacerdotes. Asimismo en la cultura grecorromana se podían encontrar sacerdotes dedicados al culto de Zeus y en las civilizaciones indoamericanas (como los chibchas) los sacerdotes del culto solar. La casta sacerdotal que se dedicaba al culto de un dios en particular, se encargaba del templo, de los sacrificios y de la administración de las ofrendas (sin cuya existencia se producía la decadencia y desaparición de la casta) dedicadas al mismo. Se puede comentar el culto romano a la diosa Vesta que se encomendaba a sacerdotisas muy apreciadas por el pueblo romano, las vestales, que gozaban de numerosos privilegios.
En el Antiguo Egipto, los sacerdotes formaban una casta influyente y poderosa que incluso fue dueña del poder durante siglos (véase Sumo sacerdote de Amón). Estaban distribuidos en diversas categorías que se distinguían por insignias particulares y por sus especiales cometidos. Tenían que sujetarse a frecuentes purificaciones mediante abluciones y celebraban cada día un oficio que consistía en cantar algunos himnos por la mañana, al mediodía, por la tarde y por la noche, ocupándose en el estudio de las ciencias, la enseñanza y en la práctica de la medicina. Se afeitaban todo el cuerpo y vestían de lino.
En Grecia, se honraban los príncipes en su mayoría en desempeñar las funciones de «sacrificadores» pero había de igual manera sacerdotes profesionales llamados necoros. Algunas familias como la de los Eumólpidos de Atenas estaban investidas del sacerdocio perpetuo. Aparte de esto, cada divinidad tenía sus neocoros particulares. Por ejemplo, los sacerdotes de Cibeles se denominaban coribantes o galos, mientras que los de Zeus se llamaban dactilos ideanos.
En Roma, los sacerdotes eran elegidos entre los personajes que ocupaban las más altas dignidades o empleos, pero había, de igual manera, sacerdotes profesionales. Los unos ofrecían sacrificios a todos los dioses y no estaban adscritos a ninguna divinidad particular, mientras otros tenían la suya especial. Pertenecían a la primera clase los pontífices, augures, quindecenviros, arúspices, hermanos arvales, curiones, septenviros o epulones, feciales, etc.

## El sacerdote en el judaísmo

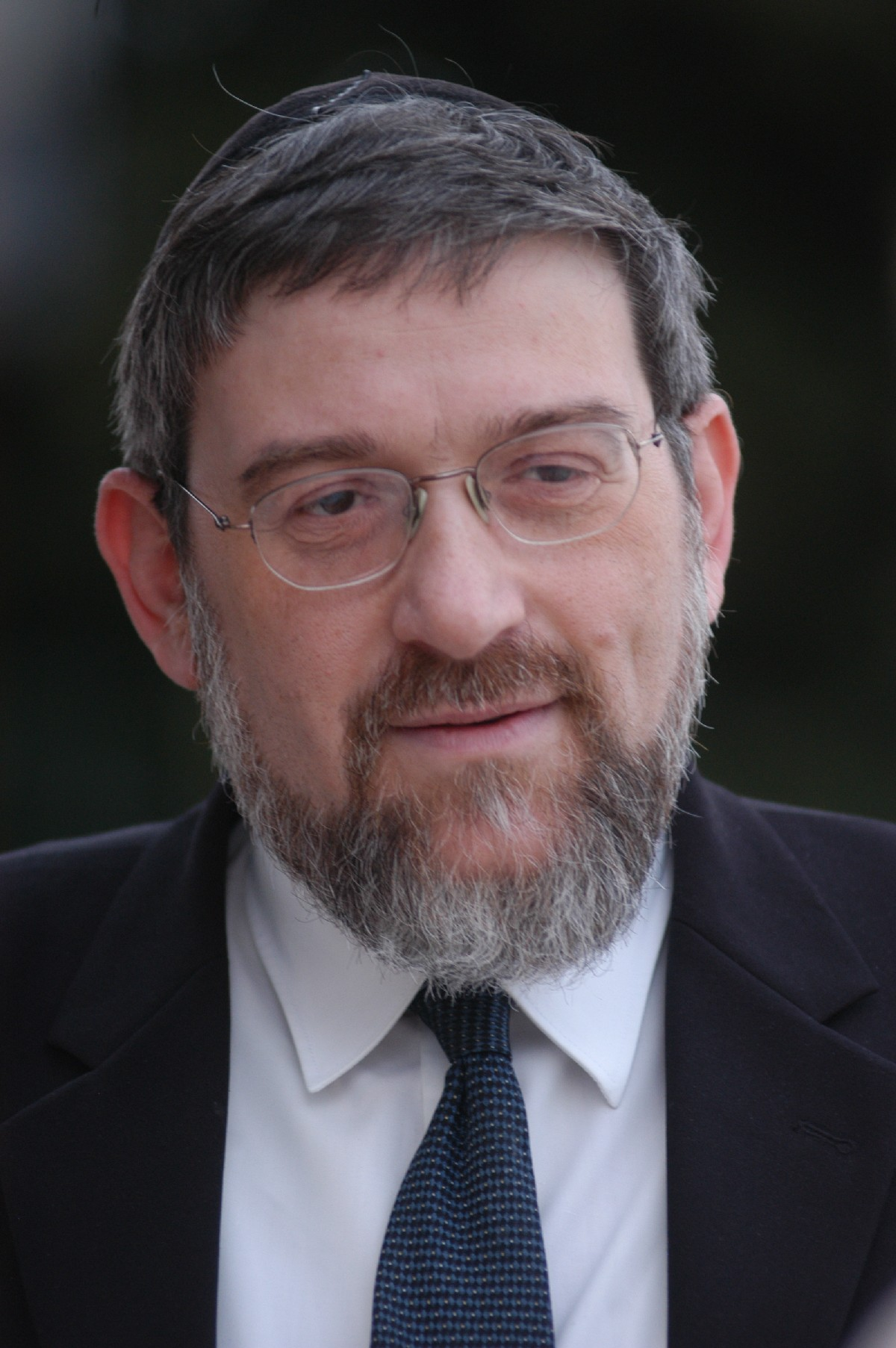
Rabino Melchor: el rabinato es más una función magisterial y no es entendida como un “sacerdote”.

De acuerdo con la tradición del judaísmo, el sacerdocio nace de la experiencia del pueblo hebreo y su liberación de Egipto por mano del profeta Moisés, tal como viene relatado en el Pentateuco. Según estos libros, Yahveh escogió a una de las doce tribus, la de Leví, representada por Aarón, hermano de Moisés, para dedicarse a cuidar del Arca de la Alianza y del culto a la divinidad. En la concepción judía, Yavé hizo un pacto con los israelitas, para que fueran ellos un "pueblo elegido", depositarios de las verdades reveladas por Dios. La dignidad sacerdotal conferida a Aarón era hereditaria, al estilo monárquico, y pasaba de generación en generación. El Sumo Sacerdote, es decir, el máximo representante de la tribu de Leví para dirigir el culto sería el jefe de la casa de Aarón, cargo traspasado de padre a hijo primogénito. Esta nueva organización sacerdotal alcanzaría su esplendor durante los reinados de David y Salomón los cuales construirían el Templo de Jerusalén.

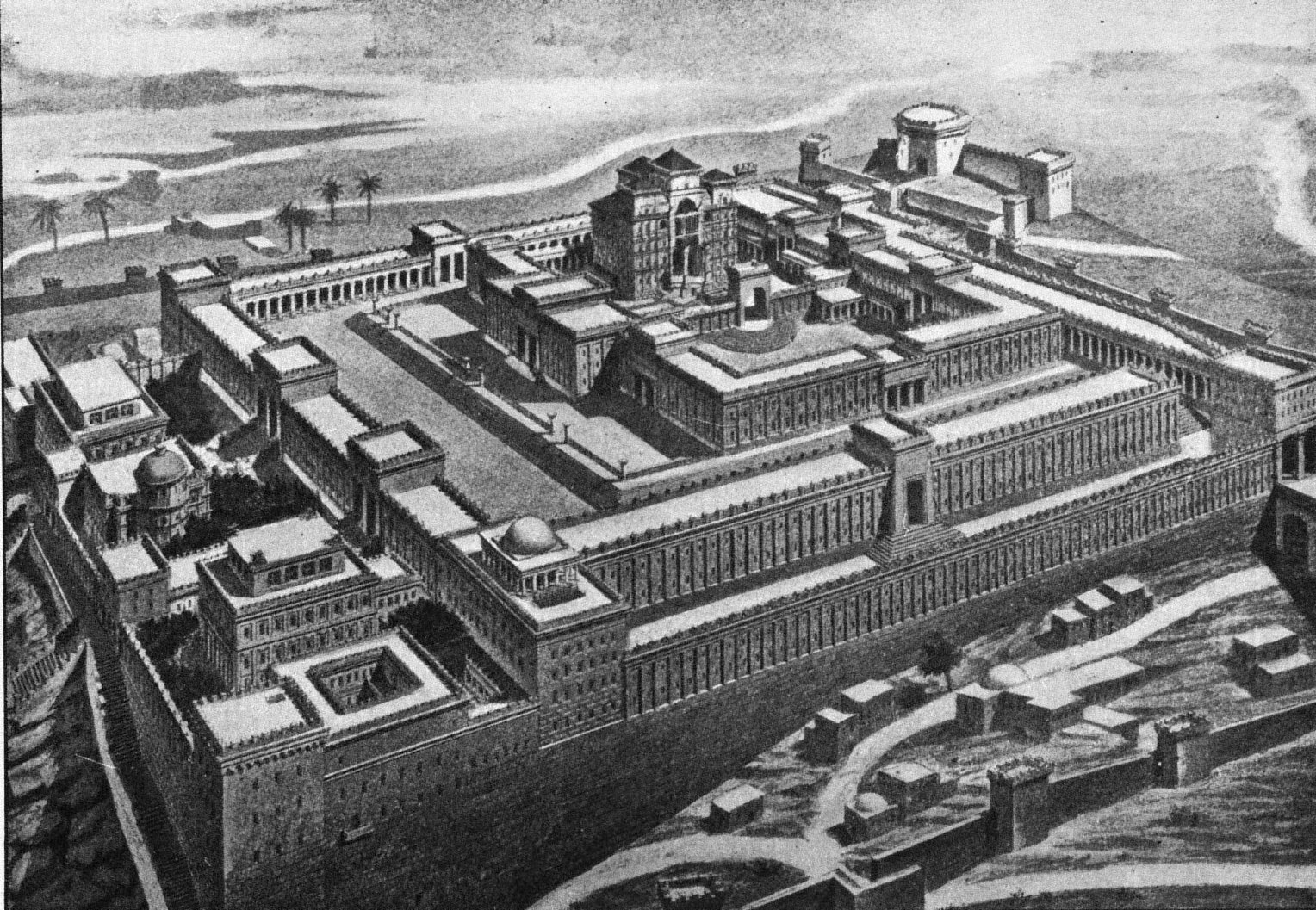
El Templo de Jerusalén, según una reconstrucción idealizada.

La ruptura de la sucesión levítica, especialmente de la elección del Sumo Sacerdote, el cual tendría una figura política tan fuerte como la del rey de Israel, traería serios conflictos. Hacia el siglo II a. C. (año 152 a. C.), por ejemplo, la elección de Jonatán Macabeo del linaje macabeo, pero no levítico, como Sumo Sacerdote, crearía la secesión de la comunidad esenia de Qumrán y la completa enemistad del partido de los fariseos. La desaparición del Templo de Jerusalén, destruido por los romanos durante la caída de Jerusalén del año 70, dio como consecuencia la diáspora judía. La religión se desarrollaría hacia lo que hoy conocemos como el rabinismo. El rabino es el hombre dedicado al estudio de las Escrituras (la Torá), pero no cumple funciones rituales. El judaísmo contemporáneo aún respeta la disposición divina de la elección levítica como la única autorizada para la celebración del culto y la esperanza es que con la reconstrucción del Templo de Jerusalén, solo los levitas, de la tribu de Leví, continuarán la labor interrumpida hace dos mil años.

## El sacerdote en el cristianismo

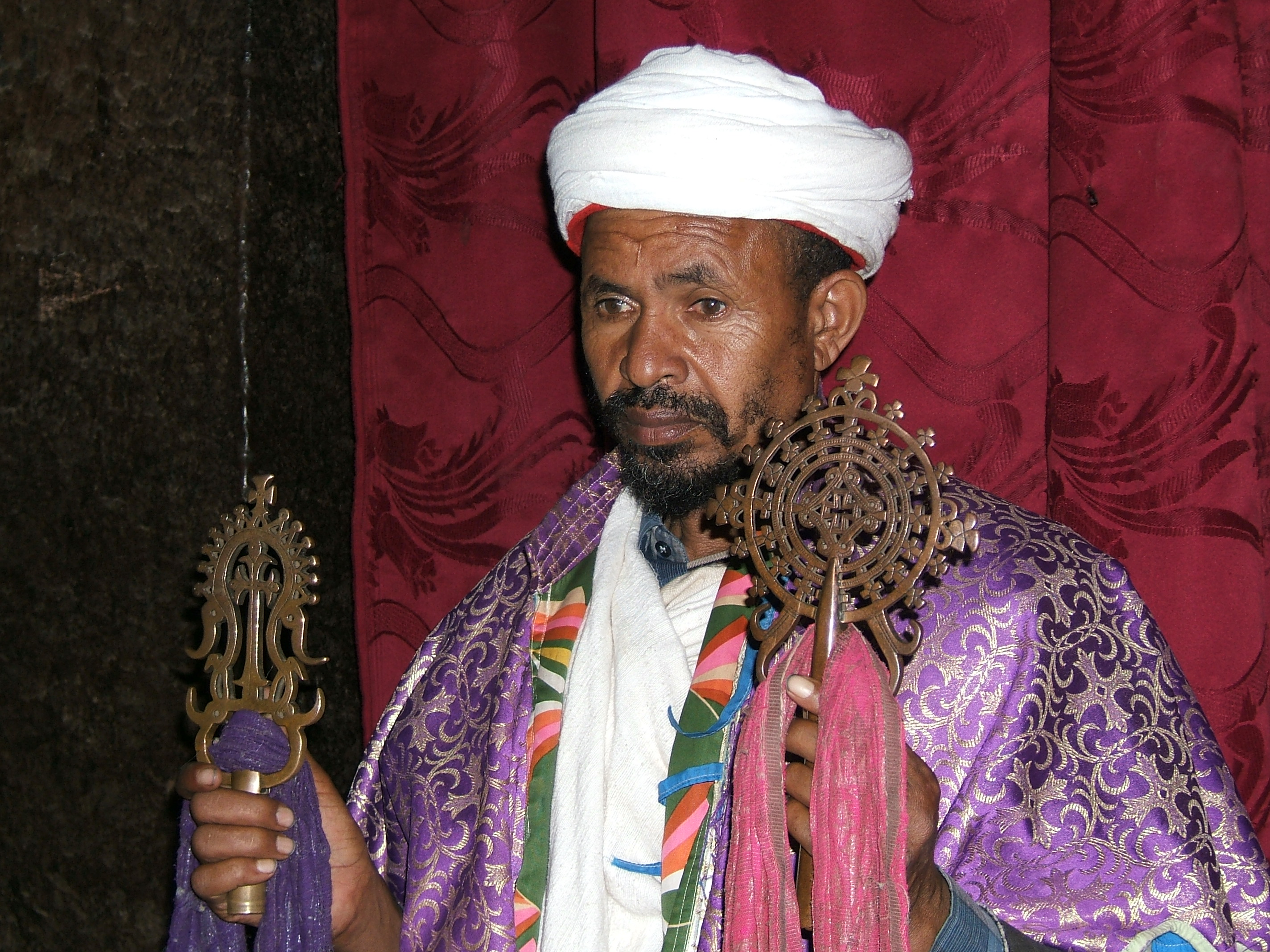
Sacerdote de la Iglesia etiópica.

La religión cristiana concibe el sacerdocio también desde una perspectiva bíblica que llega a ser otra interpretación de la doctrina levítica. Ante todo, desde la perspectiva judía, Jesucristo no habría sido un sacerdote al no pertenecer a la tribu de Leví, sino que era descendiente de David de la tribu de Judá. El judaísmo, en contraste con el cristianismo, reconoce en cambio en Jesús a un rabino, es decir, un maestro, más que cualquier otra cosa.
Los cristianos creen en cambio que Jesucristo se ofreció en sacrificio por los pecados de la humanidad entregando su vida en la Cruz y, siendo Sumo y Eterno Sacerdote según el orden de Melquisedec. Dado que Cristo es Sumo Sacerdote y su sacerdocio es perpetuo, se convierte en el Redentor. Pero la visión de la participación del pueblo en este sacrificio varía entre las distintas ramas del cristianismo. Si bien Jesús es, dentro de la lógica y la teología cristiana, el único Sacerdote capaz de efectuar tal sacrificio, él mismo instituye a sus apóstoles como los anunciadores de la fe a las naciones y en dicho magisterio se construye la nueva lógica levítica. El cristianismo toma entonces de la antigua tradición judía el concepto de "Pueblo de Dios", "Nación Santa" y "Pueblo Sacerdotal", y este se extendería a todos aquellos que entran dentro de la dinámica del "Nuevo Pueblo de Dios".
Para las enseñanzas cristianas, es importante la doctrina contenida en la Epístola a los hebreos, que justifica la mayor perfección del sacerdocio de Jesucristo sobre el antiguo sacerdocio de Aarón. En esta epístola se llama al nuevo sacerdocio «el sacerdocio de Melquisedec», para indicar que es un sacerdocio no vinculado a la herencia levítica. Se le llama sacerdocio de Melquisedec, o más propiamente dicho: Sacerdocio según el orden de Melquisedec, porque el personaje bíblico Melquisedec poseyó este sacerdocio, el cual es el Santo Sacerdocio según el Orden del Hijo de Dios, el mismo sacerdocio con el cual Cristo efectuaría la expiación en el meridiano de los tiempos.
Como para los cristianos, la crucifixión de Jesús fue un sacrificio perfecto, ya no serían necesarios los sacrificios de animales, aunque los sacerdotes tengan potestad para ofrecerlos, y de ahora en adelante se entregarían "sacrificios espirituales", como los expuestos en Hebreos 13:15-16 y en la primera epístola de Pedro 2:4-5.
El predicador y escritor Pablo de Tarso (10-67 d. C.) creó la siguiente clasificación del sacerdocio:
- El sacerdocio de Aarón (o sacerdocio menor): sirve para ministrar solo las cosas temporales. En él se contarían los sacerdotes judíos, de cuya institución Pablo de Tarso se estaba escindiendo.
- El sacerdocio de Melquisedec (o sacerdocio mayor): sirve para ministrar tanto las cosas temporales como las celestiales. En él se contaría Jesucristo y el propio Pablo de Tarso.

Según Pablo de Tarso, en la epístola a los Hebreos 7:11-12, la ley de Moisés (que desde ese momento sería llamada Antiguo testamento) fue recibida bajo el sacerdocio aarónico (inferior), y en cambio los Evangelios fueron recibidos bajo el sacerdocio superior de Melquisedec.
De acuerdo a la creencia cristiana, el sacerdote recibe poder de Dios y debe usarlo a su servicio. Para ciertas denominaciones cristianas, este poder incluye la sanación por imposición de manos, a semejanza de lo que se relata en los evangelios acerca del poder conferido por Jesús a quienes salieron a predicar en su nombre.
De acuerdo a las enseñanzas cristianas, el sacerdote debe dar muestra de virtudes como paciencia, bondad, pureza y sinceridad y ser capaces de sobrellevar circunstancias adversas para cumplir su misión. En las primeras años del cristianismo, los fieles de esta religión fueron perseguidos y muchos de ellos, incluyendo a sacerdotes, fueron torturados y asesinados por profesar sus creencias.
Los sacerdotes cristianos suelen recibir una recompensa en dinero o especies por ejercer su ministerio, ya sea de parte de la comunidad o de la iglesia a la que pertenecen, punto que no es bien visto por algunos cristianos, al considerar que no debería pagarse por recibir el evangelio.

### El sacerdote en el catolicismo, la ortodoxia y el coptismo

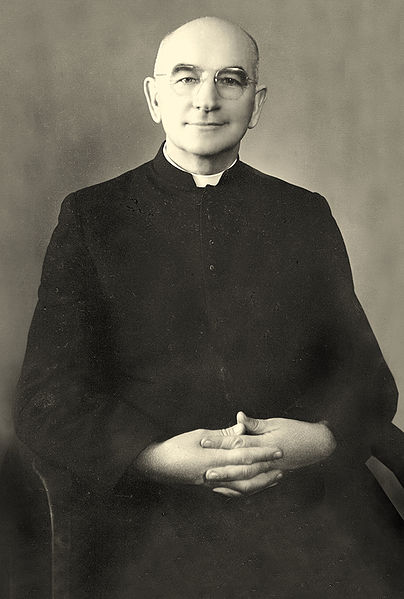
Un sacerdote católico.

Tanto los cristianos católicos como los ortodoxos y coptos creen que todos los bautizados participan del sacrificio de Cristo (corredención) al ofrecer sus dolores y sufrimientos para la remisión de los pecados suyos y de los demás ya que son parte de la Iglesia, "Cuerpo de Cristo". Esta participación es conocida como «sacerdocio común de los fieles». Además, creen que Jesús instituyó un sacerdocio ministerial entre los Apóstoles y sus sucesores para la celebración de los sacramentos, especialmente la Eucaristía, y realizar otras tareas pastorales, poniéndose al completo servicio de Dios y de la Iglesia. A quienes participan de este ministerio se les denomina clérigos. Este sacerdocio se recibe sacramentalmente (orden sacerdotal) en tres grados: el diaconado, el presbiterado y el episcopado (los obispos), que se considera el sacerdocio pleno.
Son ordenados sacerdotes solo los varones bautizados con fiel apego a la tradición instituida por Jesucristo al llamar solo varones en su grupo de los 12 apóstoles. Además, los candidatos al episcopado adquieren el compromiso del celibato haciendo votos de castidad, en el rito latino también se les exige a los presbíteros. Cfr. Mat 10, 3 y 1 Cor 7, 32.
Históricamente en el rito latino se han distinguido entre órdenes menores (ostiariado, lectorado, acolitado y exorcistado), y órdenes mayores (subdiaconado, diaconado y presbiterado), aparte del episcopado; se confería además la tonsura (rito por el que se ingresaba en el clero; se confería antes de las órdenes menores). Ni las órdenes menores ni el subdiaconado se conferían mediante el sacramento del Orden, sino simplemente por un acto de potestad eclesiástica. El papa Pablo VI suprimió las órdenes menores reordenándolas como ministerios propios de los laicos, como en la práctica solían ejercerse -lector y acólito-, para que solamente fueran ya no mayores, sino directamente y de manera más coherente órdenes los tres grados del sacramento del Orden: (diaconado, presbiterado y episcopado) como se ha descrito anteriormente. De esta manera, actualmente se ingresa en el clero mediante la ordenación diaconal.
Como ya se ha indicado, los sacerdotes de la Iglesia latina se escogen entre varones solteros; en las iglesias católicas orientales, igual que en las iglesias ortodoxa y copta, se admite al presbiterado a varones casados. Los sacerdotes católicos en general dedican su ministerio a la celebración de la eucaristía, la administración de sacramentos (especialmente la penitencia), predicación, vida de oración, visitas a enfermos y organización de obras de caridad en su ámbito (parroquias, capellanías, hospitales, universidades, etc).
Además, se ha restaurado en el rito latino de la Iglesia católica el diaconado permanente. A él acceden generalmente varones casados aunque no de manera exclusiva, y ejercen una función de colaboración con los presbíteros, especialmente a través de la organización de las obras de caridad, visitas a enfermos y la predicación. También administran el sacramento del bautismo y del matrimonio. En algunas comunidades católicas de Hispanoamérica también existen los "fiscales"[cita requerida], instituidos durante la época colonial, que cumplen funciones similares a las de un diácono.
La Iglesia católica considera el sacerdocio como una vocación o llamada de Dios. El candidato al sacerdocio ingresa en un seminario, institución educativa reservada a esta finalidad. Para ingresar en el seminario se suelen exigir los mismos requisitos que para acceder a estudios superiores en cada país, pero además se exige un informe psicológico. La formación en el seminario tiene una función de discernimiento vocacional (el candidato ha de comprobar durante los años de seminario si tiene verdadera vocación) y de formación académica y pastoral. El plan de estudios es marcado por las directrices de la Santa Sede que distribuye su formación en dos años de Filosofía y tres de Teología, a los que en algunas diócesis se añade un año propedéutico o preparatorio, además de otras que añaden uno o varios de especialidad teológica o práctica pastoral, durante el que ya se suele ordenar al candidato de diácono. Además, se exige que los candidatos al sacerdocio sean solteros (y también que no tengan ningún tipo de relación de noviazgo) y que sean completamente puros y castos ya que deben hacer votos de castidad y celibato. 
Según el Evangelio, el sacerdote es sal de la tierra, la luz del mundo, pescador de almas, el amigo íntimo de Jesús, el pastor vigilante de la grey cristiana, perdonador de pecados, el predicador de Evangelio, el sacrificador del cuerpo y sangre del Señor, el mensajero del Hijo de Dios. En el uso común hispano parlante, al sacerdote católico se le suele denominar 'padre'.

### Sacerdote en el anglicanismo
En las Iglesias anglicanas o episcopales los sacerdotes cumplen prácticamente las mismas funciones que los de la Iglesia católica. En muchas de estas iglesias le es permitido a las mujeres ser sacerdotes (en muchas de ellas pueden llegar a ser obispa, en otras solo diaconisas). Para ser sacerdote en estas Iglesias se tiene que ingresar en un seminario donde imparten los cursos necesarios para poder ordenarse, estos, antes, son ordenados diáconos y luego son ordenados sacerdote o presbítero (o presbístera). A los sacerdotes anglicanos se les suele llamar «curas», y aunque en ocasiones se les llame pastores o ministros, estos apelativos no son correctos, ya que estos contienen la sucesión apostólica ininterrumpida desde que Cristo fundó su Iglesia (estas ordenaciones son validadas por las iglesias veterocatólicas y algunas iglesias ortodoxas). En la Iglesia Episcopal o Anglicana existen ministros laicos que reciben ciertos cursos para cumplir algún ministerio, por eso no es propio llamar a los sacerdotes ministros o pastores.

### En el protestantismo (pastor)
El protestantismo deniega un sacerdocio distinto al del común de los fieles. Esto se llama «sacerdocio universal», doctrina que defendió Martín Lutero. Quienes predican desde el púlpito y tienen a cargo liderar son conocidos como 'pastores', y algunas denominaciones designan 'obispos'.

### En la Iglesia de Jesucristo de los Santos de los Últimos Días
Para La Iglesia de Jesucristo de los Santos de los Últimos Días, el sacerdocio es la autoridad y el poder eternos de Dios, Él creó y gobierna los cielos y la tierra por medio del sacerdocio. Ellos creen que Dios da la autoridad del sacerdocio a varones dignos de la Iglesia a fin de que puedan actuar en Su nombre para la salvación de la familia humana. Por medio del sacerdocio, ellos pueden ser autorizados a predicar el evangelio, a administrar las ordenanzas de salvación y a gobernar el Reino de Dios en la tierra. En esta Iglesia hay dos sacerdocios, el de Melquisedec y el Aarónico. Estos sacerdocios fueron restaurados durante una visita que Joseph Smith, el restaurador de esa religión, afirmó tener, y mediante la imposición de manos de Juan el Bautista (el cual le confirió el sacerdocio Aarónico) y de Pedro, Santiago y Juan (quienes le dieron el sacerdocio de Melquisedec) en el año 1829. El Sacerdocio de Melquisedec -según la doctrina de Joseph Smith- es el mayor de ellos, posee el derecho de presidir, y tiene poder y autoridad sobre todos los oficios en la Iglesia, mientras que el Sacerdocio Aarónico es una dependencia del anterior y es preparatorio. El Sacerdocio se transmite por lo general a todos los varones dignos a partir de los 12 años mediante la imposición de manos por alguien que tenga la autoridad para hacerlo.

"Creemos que el hombre debe ser llamado por Dios, por profecía y por la imposición de manos, por aquellos que tienen la autoridad, a fin de que pueda predicar el Evangelio y administrar sus ordenanzas" Artículos de Fe 1: 5

#### Sacerdocio Aarónico
El sacerdocio Aarónico se divide en 3 oficios, los cuales son: diácono, maestro, presbítero y obispo. Actuando como líder un obispo. 

#### Sacerdocio de Melquisedec
El sacerdocio de Melquisedec se divide en 5 oficios, los cuales son: élder, sumo sacerdote, patriarca, Setenta y Apóstol. Siendo el líder de este el presidente de la Iglesia.

### Testigos de Jehová
Los Testigos de Jehová no tienen un sacerdocio como tal, ya que entienden que en la Biblia se hace referencia a que solo 144.000 personas serán sacerdotes de Dios y de Cristo, solo después de morir y ser resucitados en los cielos. Mientras estas personas (que afirman tener esperanza celestial) están en la tierra, se consideran iguales a todos los creyentes, ya que su sacerdocio, como se ha dicho, solo se les conferirá una vez que estén en los cielos. Los Testigos de Jehová reconocen un Sumo Sacerdote: Jesucristo. Para tales creencias se basan en textos como: 1 Pedro 2:5-9; Hebreos 3:1; 8:1; Revelación (Apocalipsis) 1:5,6; 5:9,10; 14:1-5; 20:4,6.
Los Testigos de Jehová tampoco reconocen una clase clerical, ya que no existe entre ellos distinción entre clero y legos, porque reconocen a cada Testigo como un ministro de Dios. No obstante, sí dejan los asuntos de enseñanza y pastoreo de la Congregación a hombres maduros en sentido espiritual, por lo que reciben el apelativo de "Ancianos" (Presbíteros). Al supervisar o vigilar el "Rebaño de Dios", también reciben el apelativo de "Superintendentes" (Obispos). Ahora bien, a diferencia de otras denominaciones cristianas, los Testigos de Jehová usan indistintamente las palabras "Anciano" y "Superintendente" para referirse al mismo puesto, por lo que un "Anciano" es lo mismo que un "Superintendente" y viceversa. Tampoco utilizan estas palabras a modo de título.

## El sacerdocio en el islam (Imán)

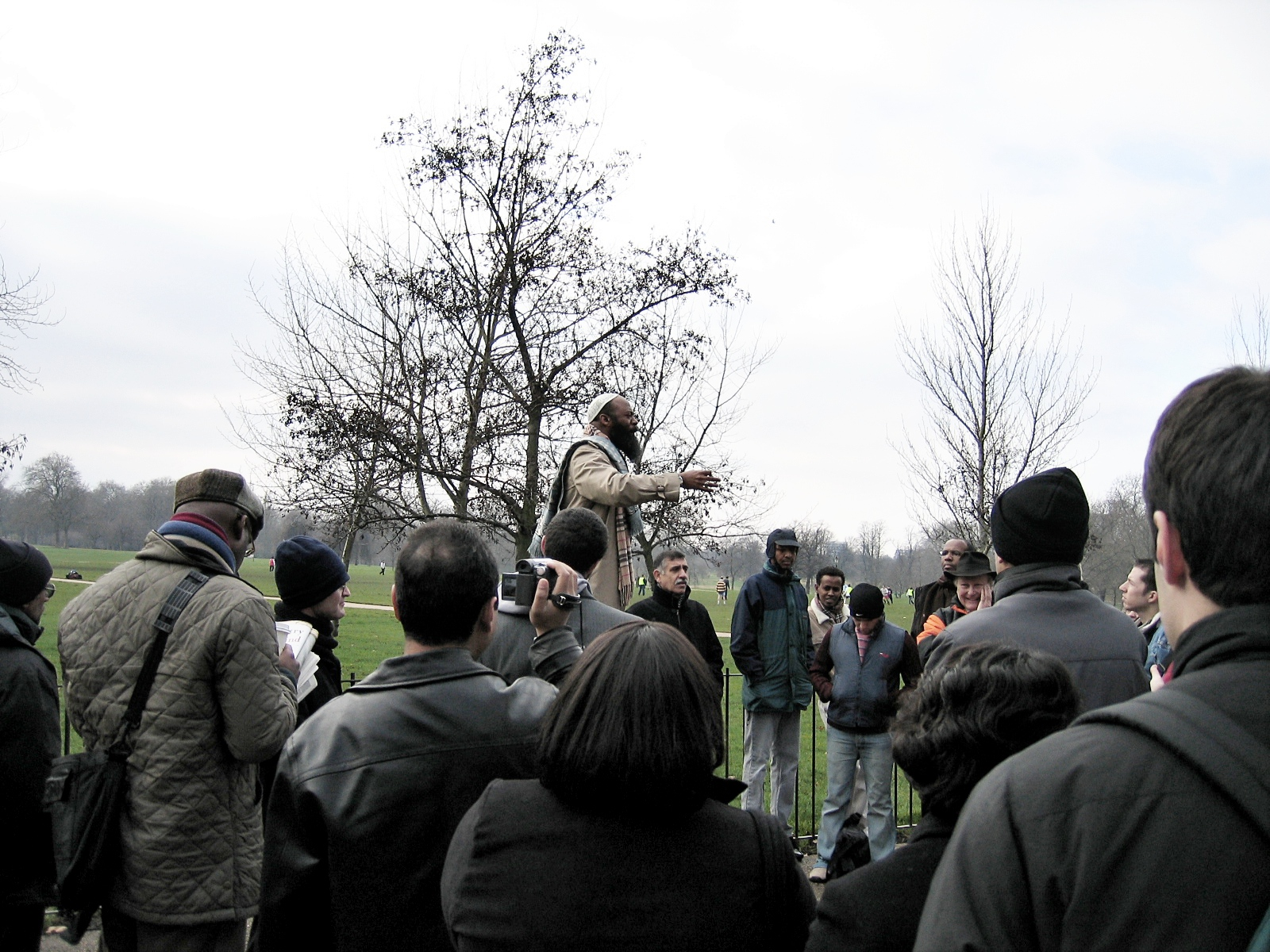
Predicador musulmán.

El surgimiento del Islam durante el siglo VII d. C. y su rápida expansión impondría una nueva teología de cara al judaísmo y al cristianismo. El islam reconoce como único mediador al Profeta, Mahoma, el cual recibió el Corán de las manos de Alá (Dios) y lo delegó como responsable de anunciar el auténtico culto divino a todos los pueblos.
Todo hombre es responsable de su propia disciplina interior en lo que respecta a sus relaciones con Dios y las funciones del Imán no son otras que las de custodiar la disciplina religiosa y el estudio de los textos sagrados. En sentido estricto no se puede hablar de sacerdotes en el islam.

## El sacerdocio en el hinduismo (Brahmanes)
En el Sistema de castas de la India, existe la casta de bráhmanas, que es la casta sacerdotal del Brahmanismo (hinduismo).

## El sacerdocio en el budismo
El Budismo, nacido del contexto hinduista del norte de India, se entiende a través de la figura carismática de Siddharta Gautama o Buda, el cual, mediante la contemplación y la meditación, alcanza la iluminación y el estado superior (nirvana) que está por encima de los mismos dioses. En este caso el budismo no reconoce un sacerdocio de manera doctrinal, sino un magisterio ejercido por los monjes como guías hacia la verdad. Pero no existe un intermediario entre el hombre y su propio destino dentro del budismo.

## Sacerdocio femenino
Los pueblos de organización patriarcal han destinado a la mujer al cuidado hogareño y su función maternal, reservando los cargos religiosos al varón. En la historia de la humanidad, sin embargo, se pueden encontrar ejemplos de sacerdotisas en algunos cultos grecorromanos y egipcios. 
Las religiones abrahámicas excluyeron definitivamente el papel de la mujer como intercesora entre el pueblo y la divinidad oficial, relegando la intervención femenina a rituales marginales.
Actualmente, dentro de las principales religiones monoteístas el sacerdocio de mujeres está prohibido. Solo está permitida la figura de sacerdotisa en iglesias pertenecientes a la Comunión anglicana.